# Nikolaos Gyzis
Nikolaos Gyzis (græsk: Νικόλαος Γύζης; født 1. marts 1842 på Tinos, Grækenland, død 4. januar 1901 i München, Tyskland) var en græsk kunstmaler.
1. ↑  Navnet er anført på engelsk og stammer fra Wikidata hvor navnet endnu ikke findes på dansk.